# 麦穗鱼
麥穗魚（Pseudorasbora parva），又名羅漢魚，俗名浮水仔、車栓仔、尖嘴仔，是鯉科麥穗魚屬的模式種。

## 分布
本魚原產於中國、韓國、俄羅斯遠東地區及日本的溪流中。引入世界各地，並造成某些地區的生態衝擊。

## 入侵物種
麥穗魚於1960年代引入至羅馬尼亞登博維察縣奴西特的魚塘，進入了多瑙河後擴散至整個歐洲。由於牠們帶來了寄生蟲，而對其他魚類（如小赤梢魚）構成了威脅。

## 深度
水深0至5公尺。

## 特徵
本魚體側扁且延長，頭小略尖。背部色深，腹部灰白色，體側銀灰色，中央具一條不明顯的灰黑縱帶，鱗片大，外緣具不明顯的新月形黑斑。各鰭鰭膜呈灰黑色，尾鰭叉形。繁殖期時，雄魚頭部具追星，雌魚體型較小且產卵管稍外突，背鰭硬棘3枚；背鰭軟條7枚；臀鰭硬棘3枚；臀鰭軟條6枚，體長可達11公分。

## 經濟利用
可食用，適合油炸，另可做為觀賞魚。